# Nam June Paik

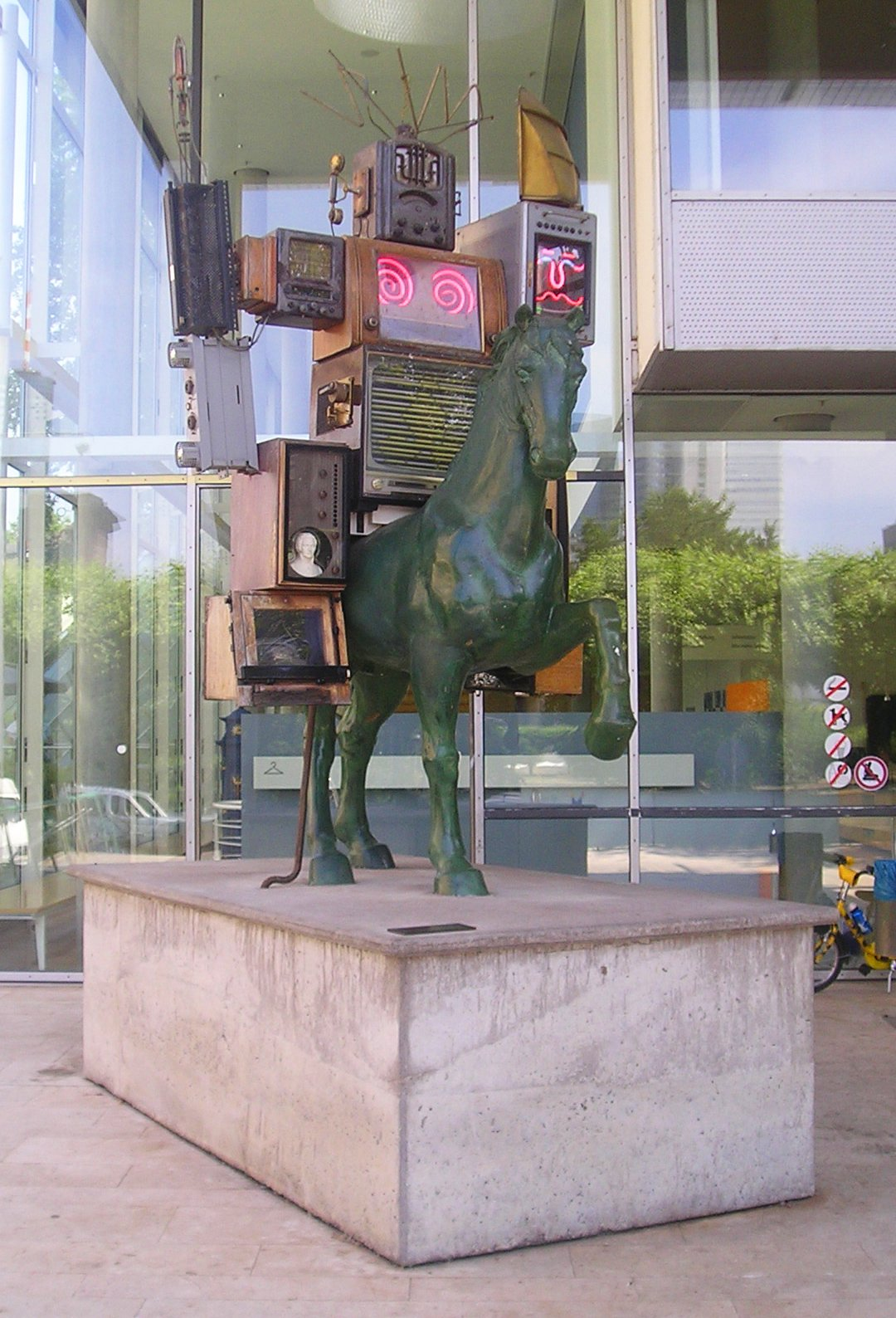
Pre-Bell-Man, en skulptur av Nam June Paik som står framför Museum für Kommunikation i Frankfurt am Main i Tyskland.

Nam June Paik, född 20 juli 1932 i Seoul, Sydkorea, död 29 januari 2006 i Miami, Florida, USA, var en koreansk-amerikansk konstnär. Han anses vara den förste videokonstnären.

## Biografi
Nam June Paik föddes som familjens femte son, med en far som var textilarbetare. På 1950-talet flydde familjen från Koreakriget till Hongkong. Senare hamnade de i Japan där Paik tog sin examen 1956 vid Tokyos universitet. Han studerade konst- och musikhistoria och skrev sin avslutande examensuppsats om kompositören Arnold Schönberg. De kommande åren studerade han musikhistoria vid universitetet i München där han träffade Karlheinz Stockhausen. Paik studerade även komposition vid konservatoriet i Freiburg im Breisgau. Senare arbetade han i WDR:s Studio für elektronische Musik i Köln och träffade under denna tid John Cage.
År 1963 deltog han i Fluxus-festivalen Internationale Festspiele neuester Musik i Wiesbaden och samma år deltog han på samlingsutställningen Exposition of Music/Electronic Television på Galerie Parnass i Wuppertal. Denna konstutställning anses idag vara den allra första där TV-monitorer användes.[källa behövs]
Under 1960-talet experimenterade Paik med elektromagneter, färg-TV-monitorer och videobandspelare. 1965 hade han sin första separatutställning som hette Electronic Art på Galeria Bonino i New York. Kring 1970 konstruerade han tillsammans med Shuya Abe en så kallad video synthesizer. Under 1970- och 80-talen hade han ett stort antal separatutställningar, bland annat stora retrospektiver på Kölnischer Kunstverein i Köln och Whitney Museum of American Art i New York. 1988 konstruerade han för Olympiska spelen i Seoul ett torn bestående av 1 003 monitorer som han kallade ”The More the Better”.
År 1993 representerade han Tyskland vid Venedigbiennalen tillsammans med Hans Haake. Mot slutet av sitt liv bodde och arbetade han i New York och Bad Kreuznach, samtidigt som han var lärare vid Kunstakademie Düsseldorf.